# Астанинский лёгкий метрополитен
Астанинский лёгкий метрополитен (в разговорной речи ЛРТ) ― строящаяся система легкорельсового транспорта в Астане.
После рассмотрения различных альтернативных вариантов, включая подземный метрополитен и монорельс, в 2005 году акимат города принял программу «Новая транспортная система Астаны», в которой предусмотрено, что в целях оптимизации затрат скоростной внеуличный и уличный транспорт города должен был бы стать преимущественно наземным и надземным.
В систему скоростного транспорта столицы Казахстана должен был бы входить также маршрут скоростных многосекционных низкопольных автобусов длиной 10 км, который связал бы центр и восточные микрорайоны.

## История проекта

### 2000-е и 2010-е годы
Сооружение системы было запланировано начать в 2008 году, но оно было отложено. Утверждение проекта для начала реализации произошло в IV квартале 2009 года. 4 июля 2011 года прошла церемония формального начала строительства, первая очередь должна была быть построена за 2,5 года. Однако реальные работы так и не были начаты.
В ноябре 2013 года Нурсултан Назарбаев заявил об отказе от строительства ЛРТ из-за дороговизны. Взамен обещано запустить скоростные автобусы.
7 мая 2015 года состоялось подписание рамочного соглашения о реализации проекта «Новая транспортная система города Астаны. ЛРТ. 1-я очередь» между акиматом города в лице ТОО «Астана LRT» и консорциумом в составе компаний China Railway International Group Limited и Beijing State-Owned Assets Management Co., Ltd. Соглашение предусматривает договорённость сторон о совместном и дальнейшем строительстве системы ЛРТ.
Строительство «формально» началось в мае 2017 года. Активная фаза началась осенью 2017 года, впрочем, по свидетельству журналистов, работы на трёх развёрнутых стройплощадках велись весьма вяло.
11 апреля 2019 года аким Нур-Султана (ныне Астана) Бахыт Султанов сообщил о временной приостановке строительства инфраструктуры для легкорельсового транспорта. Аким пообещал решить вопрос проблемы финансирования проекта совместно с Нацбанком и с Правительством.
15 июля 2019 года президент Казахстана Касым-Жомарт Токаев заявил, что не верит в окупаемость ЛРТ в Астане и считает, что этот проект ляжет «бременем» на правительство, но останавливать проект с учётом понесённых затрат нельзя. У Токаева вызвала сомнение обоснованность проектируемых величин пассажиропотока в 146 тысяч человек в сутки, так как в то время по схожему маршруту от аэропорта до нового вокзала пассажиропоток составлял 2 тысячи человек в сутки.
Задержка начала строительства была связана с тем, что средства для строительства (более 80 млрд. тенге, то есть более 200 млн. долларов США) были заморожены на счетах в ликвидированном Банке Астаны; акимат совместно с Национальным банком и министерством финансов проводил мероприятия по взысканию этих средств. Первоначально для реализации проекта ЛРТ была привлечена линия займа от Государственного банка развития Китая в сумме 1,5 миллиарда долларов под государственную гарантию; 344 миллиона долларов уже были использованы на строительство.
Летом 2019 года была произведена «оптимизация» проекта строительства ЛРТ.

### 2020-е годы
В 2021 году в столичный суд Казахстана приговорил к различным срокам заключения семь фигурантов дела по хищению средств при строительстве ЛРТ.
К апрелю 2021 года был проработан актуализированный календарный график реализации проекта, предусматривающий завершение строительно-монтажных работ в конце 2022 года. Для реализации проекта было необходимо привлечь $1,08 млрд. заёмных средств. После завершения тестовых испытаний, на июль 2023 года планировалось начало опытной эксплуатации линии.
11 января 2022 года президент Казахстана Касым-Жомарт Токаев заявил, что вопрос строительства ЛРТ из обычного инфраструктурного проекта превратился в серьёзную проблему, который раздражает общественность и наносит вред репутации Казахстана. Президент добавил, что проект ЛРТ был ошибочным изначально, так как имел «сильный запах коррупции», в результате были потрачены огромные средства. Токаев объявил, что в текущих условиях рациональнее всего пригласить казахстанских и зарубежных специалистов, которым будет поставлена задача выработать возможные варианты использования проекта ЛРТ, так как простой снос недостроенных объектов обозначал бы потерю времени и денег. В этот же день 11 января 2022 года председатель совета директоров BI Group Айдын Рахимбаев сообщил о готовности демонтировать объекты ЛРТ за счет своей компании[значимость факта?].
Летом 2022 года аким Астаны рассказал об оптимизации проекта. По его словам, из 18 станций на первом этапе будет открыто для пассажиров 8, а из 19 подвижных 4-х вагонных составов будет выпущено на линию только 5. Интервал составит 15 минут. С учётом оптимизации на завершение потребуется $577 миллионов вместо $1 млрд., и с учётом непрерывного финансирования в течение двух лет первая линия ЛРТ будет сдана в эксплуатацию.
В феврале 2023 года аким Астаны Женис Касымбек сообщал, что ЛРТ достроят до конца 2024 года. Градоначальник пояснял, что очередной этап строительства начали ещё в 2022 году. Позже руководитель «City Transportation Systems» Гани Тажиев сообщил, что ввод в эксплуатацию будет в очередной раз перенесён — на этот раз, на 2025 год.
В августе 2023 года сообщалось, что для ускорения запуска ЛРТ проект был разделен на два пусковых комплекса. Первый пусковой комплекс стоимостью $1,152 млрд. будет состоять из восьми станций и запустится в 2025 году. А второй пусковой комплекс стоимостью $735 млн., состоящий из 10 станций, при непрерывном финансировании может быть введён в эксплуатацию до конца 2026 года. Также к запуску второго комплекса дополнительно поставят 14 поездов.
20 сентября 2024 года завершились работы по возведению опор. На строительстве эстакады ЛРТ протяжённостью порядка 22 км. были возведены 799 опор. Ширина нижней части стандартной опоры 2,0 — 2,4 метра, верхней части — 6,8 метров, высота варьируется от 5 до 18 метров в зависимости от рельефа прохождения трассы, средний вес одной опоры составляет 200 тонн. Согласно казахстанским стандартам применялся класс бетона В45, марка бетона М600. 5 октября 2024 года завершено строительство вантового моста ЛРТ через Ишим. Длина моста составила 155 метров, ширина — 14 метров, высота — 28 метров.
24 октября 2024 года премьер-министр Казахстана Олжас Бектенов в сопровождении акима столицы Жениса Касымбека посетил станцию ЛРТ возле аэропорта Нурсултан Назарбаев и проверил ход строительства проекта.
1 ноября 2024 года транспортная компания «City Transportation Systems» объявила о предварительном наборе по обучению операторов поездов ЛРТ. Срок обучения — до 1 года. Обучение проводится за счет работодателя в г. Астана/в КНР. Персонал будет состоять из граждан Республики Казахстан.
14 ноября 2024 года в районе Международного аэропорта на территории площадью 16,84 га начато строительство депо ЛРТ. Общая площадь зданий депо составит около 80 тыс. м². На территории депо также будет создан Центр управления беспилотными поездами.
25 ноября 2024 года полностью завершили строительство железобетонных конструкций и фасадные работы на станции 101. Было использовано 79 971 кубометров бетона марки В45 и 9,59 тыс. тонн арматуры. 5 декабря 2024 года на опытном участке эстакады ЛРТ между станциями 116 и 117 проложили первые полкилометра рельсов. Этот тестовый этап необходим для изучения влияния зимних погодных условий на состояние верхнего строения пути легкорельсового транспорта. Колея имеет распространенный стандарт — 1 435 мм и была уложена по бесшовной технологии, что снижает шум и минимизирует вибрации. Укладка линий по всей длине эстакады было намечено на теплый период 2025 года.
К началу мая 2025 года было завершено 25% работ по устройству верхнего строения пути — проложено 5,6 км из плановых 22,4 км двухпутной линии. При строительстве была применена система рельсового крепления DTVII2-1, снижающая уровень вибраций и шума до 5 — 10 дБ, также новые крепления повышают износостойкость и адаптивность к различным условиям. 
5 мая 2025 года в китайском городе Таншань состоялась церемония отгрузки первых двух из 19 составов LRT для города Астана. Оставшиеся 17 единиц запланировано поставить до конца года.

## Подвижной состав
В качестве подвижного состава предусмотрены беспилотные четырехсекционные поезда «TRITON» китайской вагоностроительной компании CRRC Tangshan с мощностью 115 квт, максимальной скоростью 80 км/ч и вместимостью 652 человека. 
По данным 2024 года фактическая поставка 15 составов из Китая была запланирована на осень 2025 года. В феврале 2025 года стало известно, что будет поставлено 19 составов, тогда же началось производство. В мае 2025 года из Китая были оправлены первые два состава.

## Депо
14 ноября начато строительство депо ЛРТ, которое будет располагаться на территории площадью 16,84 га в районе Международного аэропорта. Общая площадь зданий депо составит около 80 тыс. м², где будут размещены все необходимые объекты для полноценного технического обслуживания и ремонта подвижного состава. Комплекс включает здание для мойки вагонов, склады запасных частей и оборудования, специализированную технику для поддержания и ремонта путей, а также административные помещения для обучения и повышения квалификации персонала.
На территории депо также будет создан Центр управления беспилотными поездами.
Инновационная система автоматизированного управления позволит значительно повысить безопасность и эффективность LRT, автоматизируя такие процессы, как запуск, торможение и остановка на станциях, а также минимизируя влияние человеческого фактора. В связи с завершением основных строительных работ по эстакаде, в соответствии с технологией строительства, работы по проекту LRT в зимний период будут сконцентрировано на возведении Депо.

## Станции ЛРТ
В проекте столичного ЛРТ насчитывается 18 станций.
29 июня 2022 года аким Алтай Кульгинов сообщал, что в рамках оптимизации строительства ЛРТ, вместо 18 станций будут 8, а из изначальных 19 составов будут 5, при этом интервал планировалось установить в 15 минут. Позже в июле 2023 года было объявлено об изначальных 18 станциях ЛРТ и 19 поездах на линии ЛРТ. Реализацию всего проекта разбили на два участка. Первый участок, строительство которого завершается в 2025 году, будет состоять из 8 станций. Второй участок, который намечено открыть в 2026 году, будет состоять из 10 станций.
Проезд по полному маршруту от аэропорта Нурсултан Назарбаев до вокзала Нурлы Жол займет по времени 36,4 минуты. 
| Номер станции | Название станции                        | Пересадки | Время в пути до следующей станции | Дистанция до следующей станции | Общая дистанция | Район Астаны   |
| ------------- | --------------------------------------- | --------- | --------------------------------- | ------------------------------ | --------------- | -------------- |
| 101           | «Әуежай» «Аэропорт»                     |           | 2,9 минут                         | --                             |                 | Район Есиль    |
| 102           | «Атамекен»                              |           | 1,8 минут                         |                                |                 | Район Есиль    |
| 103           | «Есіл» «Есиль»                          |           |                                   | 1095 м                         |                 | Район Есиль    |
| 104           | «Мәңгілік ел» «Мангилик ел»             |           | 1,6 минут                         |                                |                 | Район Есиль    |
| 105           | «Астана жұлдызы» «Звезда Астаны»        |           |                                   | 910 м                          |                 | Район Есиль    |
| 106           | «Нұра» «Нура»                           |           | 1,4 минут                         |                                |                 | Район Есиль    |
| 107           | «Университет»                           |           |                                   | 1075 м                         |                 | Район Есиль    |
| 108           | «Ұлы дала» «Улы дала»                   |           |                                   | 695 м                          |                 | Район Есиль    |
| 109           | «Астана Арена»                          |           |                                   | 1010 м                         |                 | Район Есиль    |
| 110           | «Жекпе-жек сарайы» «Дворец единоборств» |           | 1,5 минут                         |                                |                 | Район Есиль    |
| 111           | «Сығанақ»                               |           |                                   | 1340 м                         |                 | Район Есиль    |
| 112           | «Бәйтерек»                              |           |                                   | 680 м                          |                 | Район Есиль    |
| 113           | «Министірліктер үйі» «Дом министерств»  |           | 1 минута                          |                                |                 | Район Есиль    |
| 114           | «Ұлттық музей» «Национальный музей»     |           |                                   | 800 м                          |                 | Район Сарайшык |
| 115           | «Театр»                                 |           | 1,2 минут                         |                                |                 | Район Сарайшык |
| 116           | «Мыңжылдық аллеясы» «Аллея Мынжылдык»   |           |                                   | 870 м                          |                 | Район Сарайшык |
| 117           | «Жібек жолы»                            |           |                                   | 1620 м                         |                 | Район Сарайшык |
| 118           | «Нұрлы жол»                             |           |                                   |                                | 22,4 км         | Район Сарайшык |

## Происшествия связанные с ЛРТ
21 октября 2023 года сваебойная машина на участке застройки ЛРТ по улице Сыганак упала на машину Hyundai и сильно повредила её. Обошлось без жертв.
10 ноября 2023 года опорная конструкция ЛРТ накренилась в Астане по улице Калдаякова.
9 мая 2024 года кран рухнул на месте строительства ЛРТ в Астане. Инцидент произошел на пересечении улиц Керей Жанибек хандар и Кабанбай батыра возле ЖК «Времена года».
9 августа 2024 года груженный трал SHACMAN снес конструкцию ЛРТ в Астане при пересечении перекрестка Кабанбай батыра и Улы Дала, пострадали трое пешеходов.